# Miss Joinville
Miss Joinville é um título que a representante do município recebe através de concurso de beleza ou indicação para participar do concurso Miss Santa Catarina em várias franquias.

## Historia
Até 2010 a representante joinvilense era eleita para participar do Concurso Miss Santa Catarina que enviava a representante catarinense para participar das franquias Universo, Mundo e Internacional além de outras.
Atualmente ocorre anualmente o tradicional concurso Miss Joinville coordenado pela Miss Joinville 2014, Franciele Hoeckele, que envia candidata ao Miss Santa Catarina Universo.
As demais franquias indicam candidatas para participar do Miss Santa Catarina. Atualmente os mais conhecidos e procurados são:
- Miss Santa Catarina Universo [3]
- Miss Santa Catarina Mundo [4]
- Miss Beleza de Santa Catarina [5]
- Miss Santa Catarina Supranational [6]
- Miss Santa Catarina Terra [7]
- Miss Santa Catarina Internacional [8]
- Miss Santa Catarina Grand [9]

## Conquistas

### No Miss Santa Catarina

#### EleitasMiss Santa Catarina
| Ano  | Representante            | Colocação no Miss Brasil | Concurso Miss Brasil                                                | R      |
| 1968 | Ivelise Brietzig         | Semifinalista (Top 08)   | Concurso Miss Brasil 1968-Elegeu 1 Universo 2 Mundo 3 Internacional | [ 10 ] |
| 1977 | Irmgard Siedschlag       | Semifinalista (Top 08)   | Concurso Miss Brasil 1967-Elegeu 1 Universo 2 Mundo                 | [ 11 ] |
| 1990 | Adriane Gomes Pereira    |                          | Concurso Miss Brasil Beleza Inernacional                            | [ 12 ] |
| 1991 | Fabiana Rubia Martinelli | 2ª Colocada              | Concurso Miss Brasil Beleza Inernacional                            | [ 13 ] |
| 2002 | Taísa Thömsen            | MISS BRASIL 2002         | Concurso Miss Brasil 2002 Elegeu 1 Universo 2 Mundo 3 Internacional | [ 14 ] |

*Taisa Thomsem é a segunda colocada no Miss Brasil, e de acordo com as regras era eleita Miss Mundo Brasil, representando o Brasil no Miss World 2002. Mais tarde acabou sendo coroada Miss Brasil 2002 pois a vencedora assumiu ser casada e isso ia contra as regras da competição, perdendo o título. Taísa não chegou a disputar o Miss Universo.

#### EleitasMiss Santa Catarina Mundo
| Ano  | Representante              | Colocação no Miss Brasil | Concurso Miss Brasil   | R      |
| 1985 | Margareth Terezinha Engels | 2ª Colocada              | Miss Mundo Brasil 1985 | [ 15 ] |

#### Eleitas Miss Caminho dos Príncipes SC
| Ano  | Representante | Colocação no Miss Brasil | Concurso Miss Brasil   | R      |
| 2019 | Fernada Souza | 2ª Colocada              | Miss Mundo Brasil 2019 | [ 16 ] |

#### EleitasMiss Santa Catarina Universo
| Ano  | Representante | Colocação no Miss Brasil | Concurso Miss Brasil      | R      |
| 2022 | Fernada Souza |                          | Miss Universo Brasil 2022 | [ 17 ] |

## Miss Joinville Mundo
| Ano  | Representante               | Colocação no Estadual | R      |
| 2022 | Maria Clara Filippi Tonolli | |        |
| 2021 | Rubia Pereira de Souza      | | [ 18 ] |
| 2020 | Não houve Concurso          | |        |
| 2019 | Andressa Oliveira           | Não participou do concurso estadual                                                                                                |        |
| 2018 | Fernanda Souza              | Vice Miss Santa Catarina 2019 Vice Miss Brasil Mundo e Miss Elegância 2019 Eleita Miss Brasil Supranacional 2019                   | [ 19 ] |
| 2017 | Rariane Schneider           | | [ 20 ] |
| 2016 | Camila Saggiorato           | | [ 21 ] |
| 2015 | Alexsandra Júlia Silva      | | [ 22 ] |
| 2014 | Amanda Felski               | Eleita Miss Ilhas de São Francisco do Sul 2015                                                                                     | [ 23 ] |
| 2013 | Érika Guedes                | Candidata ao miss Santa Catarina 2013 que elege ao Miss Brasil Globo e Miss Mundo Ilhas de Florianópolis                           |        |
| 2012 | Kemilly Stacy               | Candidata ao miss Santa Catarina 2012 que elege ao Miss Brasil Globo e Miss Mundo Ilhas de Florianópolis                           |        |
| 2011 | Patrícia Aquino             | Candidata ao miss Santa Catarina 2011 que elege ao Miss Brasil Globo, Miss Mundo Ilhas de Florianópolis e Miss Beleza Catarinense. |        |
| 2006 | Larissa Reinert Minatto     | Top 10-Participou do Miss Mundo Brasil 2006 com outras representantes catarinenses.                                                | [ 24 ] |

## Miss Joinville Universo
Além das conquistas do Miss Santa Catarina e do Miss Brasil Universo citamos o desempenho das representantes de Joinville em outros concursos nacionais e internacionais.
| Ano  | Candidata                           | Colocação | R      |
| 2022 | Milena Calegari                     | Colocação no Miss Santa Catarina 2023: Semifinalista (Top 06) - Representou Joinville no Miss Santa Catarina 2023 e ficou no Top 3 | [ 25 ] |
| 2021 | Sara Dias                           | Representou Joinville no Miss Santa Catarina 2021 | [ 26 ] |
| 2020 |                                     | Não houve Concurso |        |
| 2019 | Haeixa Carolina Pinheiro dos Passos | Colocação no Miss Santa Catarina 2020: Semifinalista (Top 05) - Prêmio Especial: Miss Fotogenia e Representou Joinville no Miss Santa Catarina 2018 e ficou no Top 6 | [ 27 ] |
| 2018 | Tamiris Wensiboski                  | Colocação no Miss Santa Catarina BE Emotion 2019: 3º Lugar | [ 28 ] |
| *    | Manoela Simon Pio                   | Representou Joinville no Miss Santa Catarina 2018 - Prêmio Especial: Melhor Corpo | [ 29 ] |
| 2017 | Maria Eduarda Tavares               | Colocação no Miss Santa Catarina 2017: Semifinalista (Top 07)-Em 2018 representou o Brasil no Miss Turismo Global 2018, no concurso internacional foi semifinalista Top 10-Em uma das etapas do concurso na cidade Jiuquan/China conquistou o Titulo de Rainha do Vinho. | [ 30 ] |
| 2016 | Amanda Felski                       | Colocação no Miss Santa Catarina 2016: Semifinalista (Top 05)-Em 2015 representou o Brasil no Miss Model of the World, no concurso internacional foi semifinalista Top 30                                                                                                | [ 31 ] |
| 2015 | Gabriela Klappoth Krelling          | Colocação no Miss Santa Catarina 2015: Semifinalista (Top 10)-Prêmio Especial: Miss Elegância | [ 32 ] |
| 2014 | Franciele Hoeckele                  | Colocação no Miss Santa Catarina: Prêmio Especial: Miss Elegância - Em 2017 representou o Brasil no Miss Model of the World Brasil no concurso internacional foi semifinalista Top 30-Premio Especial: Melhor Pele.                                                      | [ 33 ] |
| 2013 | Nathana Vicenti                     | Colocação no Miss Santa Catarina: Prêmio Especial: Melhor Corpo | [ 34 ] |
| 2012 | Kelin Cristina Pereira              | Colocação no Miss Santa Catarina: Top 10 | [ 35 ] |
| 2011 | Marian Bittencourt                  | | [ 36 ] |

## Miss Beleza de Joinville
| Ano  | Representante     | Colocação no Estadual             | R      |
| 2022 | Bianca Cardoso    | Top 5                             | [ 37 ] |
| 2021 | Rariane Schneider | Top 5                             | [ 38 ] |
| 2020 | Anna Moura        | Miss Beleza de Santa Catarina (*) |        |

(*) Anna Moura foi indicada a Miss Beleza de Santa Catarina 2020 mais desistiu por compromissos profissionais.

## Miss Joinville Supranational
| Ano  | Representante  | Classificação/Informação                                                                                        | R      |
| 2022 | Sanny Petris   | Miss Santa Catarina Supranational 2023                                                                          | [ 39 ] |
| 2019 | Fernanda Souza | Miss Brasil Supranacional 2019 Vice Miss Santa Catarina Mundo 2019 Vice Miss Brasil Mundo e Miss Elegância 2019 | [ 40 ] |

## Vencedoras 1955 a 2010
Nesse período a Miss Joinville poderia representar na franquia Universo, Mundo ou internacional.
Em 1985 a Miss Joinville Margareth Terezinha Engels foi vice Miss Santa Catarina e disputou o Miss Brasil Mundo ficando em segundo lugar.
| Ano  | Candidata                   | Colocação | R      |
| ---- | --------------------------- | --- | ------ |
| 1955 | Carolina Beckers            | Colocação no Miss Santa Catarina: 2º lugar                                                                                       | [ 42 ] |
| 1956 | Anelise Bachmann            | | [ 42 ] |
| 1957 |                             | | [ 42 ] |
| 1958 |                             | Não houve concurso | [ 42 ] |
| 1959 |                             | Não houve concurso | [ 42 ] |
| 1960 |                             | Não houve concurso | [ 42 ] |
| 1961 |                             | Não houve concurso | [ 42 ] |
| 1962 | Ragnite Fischer             | | [ 42 ] |
| 1963 |                             | | [ 42 ] |
| 1964 |                             | | [ 42 ] |
| 1965 |                             | Não houve concurso. | [ 42 ] |
| 1966 | Mary Lavi koch              | | [ 42 ] |
| 1967 | Sheila Beltrao Ferreira     | | [ 42 ] |
| 1968 | Ivelise Brietzig            | Miss Santa Catarina - Colocação no Miss Brasil: Semifinalista (Top 08)                                                           | [ 42 ] |
| 1969 | Sulamita Amaral             | | [ 42 ] |
| 1970 | Raquel de Souza e Silva     | Colocação no Miss Santa Catarina: 4º lugar                                                                                       | [ 42 ] |
| 1971 | Alzenir Bernardes           | | [ 42 ] |
| 1972 | Rosvita Scheidemann         | Colocação no Miss Santa Catarina: 2º lugar                                                                                       | [ 42 ] |
| 1973 | Lais Meyer                  | Colocação no Miss Santa Catarina: 3º lugar                                                                                       | [ 42 ] |
| 1974 | Divone Maria Terza          | | [ 42 ] |
| 1975 | Ingrid Magda Blauck         | | [ 42 ] |
| 1976 | Maurina Rhenius             | Colocação no Miss Santa Catarina: 3º lugar                                                                                       | [ 42 ] |
| 1977 | Irmgard Siedschlag          | Miss Santa Catarina - Colocação no Miss Brasil: Semifinalista (Top 08)                                                           | [ 42 ] |
| 1978 |                             | | [ 42 ] |
| 1979 | Maria Goretti Belli         | | [ 42 ] |
| 1980 |                             | | [ 42 ] |
| 1981 |                             | | [ 42 ] |
| 1982 |                             | | [ 42 ] |
| 1983 | Viviane Breismeister        | Colocação no Miss Santa Catarina: 3º lugar                                                                                       | [ 42 ] |
| 1984 | Andrea Figueiredo Campos    | | [ 42 ] |
| 1985 | Margareth Terezinha Engels  | Colocação no Miss Santa Catarina: 2º lugar - Disputou o Miss Mundo Brasil 1985 e ficou em 2º Lugar                               | [ 42 ] |
| 1986 | Claudia Elisa Retzlaff      | | [ 42 ] |
| 1987 | Denise Broch                | | [ 42 ] |
| 1988 |                             | | [ 42 ] |
| 1989 | Maria Helena Boing          | Colocação no Miss Santa Catarina: 5º lugar                                                                                       | [ 42 ] |
| 1990 | Adriane Gomes Pereira       | Miss Santa Catarina Miss Santa Catarina Beleza Internacional 1990. Participou do Miss Brasil Beleza Internacional 1990           | [ 42 ] |
| 1991 | Fabiana Rubia Martinelli    | Miss Santa Catarina Miss Santa Catarina Beleza Internacional 1991. Participou do Miss Brasil Beleza Internacional 1991: 2º lugar | [ 42 ] |
| 1992 | Tanea Regina Abelino        | Colocação no Miss Santa Catarina: 3º lugar                                                                                       | [ 42 ] |
| 1993 |                             | | [ 42 ] |
| 1994 | Deise Perine                | | [ 42 ] |
| 1995 | Sidneia Tatiane Clemente    | | [ 42 ] |
| 1996 | Rosangela Maria Santos      | | [ 42 ] |
| 1997 | Katlen Lange                | | [ 42 ] |
| 1998 | Rafaela Duarte              | | [ 42 ] |
| 1999 |                             | | [ 42 ] |
| 2000 | Liciane Aparecida Gon       | Colocação no Miss Santa Catarina: 2º lugar                                                                                       | [ 42 ] |
| 2001 | Michele Luise Muller        | | [ 42 ] |
| 2002 | Taisa Thomsem               | Miss Santa Catarina, Miss Mundo Brasil, Miss Brasil 2002 - No Miss Mundo 2002 não foi classificada.                              | [ 42 ] |
| 2003 | Gisele Kuster               | | [ 42 ] |
| 2004 | Fabiane Stolle              | Nao participou do Miss SC. Eleita Miss Santa Catarina Turismo 2004                                                               | [ 42 ] |
| 2005 | Priscila Caroline Buse      | Colocação no Miss Santa Catarina: 4º lugar Miss Brasil Tur 2004                                                                  | [ 42 ] |
| 2006 | Thais Kunze da Silva        | | [ 42 ] |
| 2007 | Poliane Mariel Novodvorski  | Colocação no Miss Santa Catarina: 5º lugar                                                                                       | [ 42 ] |
| 2008 | Narjara de Oliveira Vicente | | [ 42 ] |
| 2009 | Karoline Elisabetth Meier   | | [ 42 ] |
| 2010 | Carla Isabele Dutra         | | [ 42 ] |